# Paititia
Genre
Paititia est un genre d'insectes lépidoptères de la famille des Nymphalidae et à la sous-famille des Danainae qui ne comprend qu'une seule espèce Paititia neglecta.

## Dénomination
Le genre Paititia a été nommé par Gerardo Lamas (d) en 1979. 

## Liste d'espèces
- Paititia neglecta Lamas, 1979 qui réside au Pérou, le long de la cote Pacifique de l'Amérique du Sud[1].